# Maria Vittoria Sperotto
Maria Vittoria Sperotto, née le 20 novembre 1996 à Schio, est une coureuse cycliste professionnelle italienne. Elle court sur route et sur piste.

## Biographie
En 2017, elle remporte le classement de la meilleure jeune du Tour de l'île de Chongming.

## Palmarès

### Championnats du monde
- Gwangmyeong 2014
  -  médaillée d'argent de la poursuite par équipes juniors (avec Martina Alzini, Claudia Cretti et Daniela Magnetto)

### Championnats d'Europe
| Édition / Épreuve     | Poursuite par équipes                                         |
| Anadia 2013 (juniors) | Or (avec Arianna Fidanza, Michela Maltese, Francesca Pattaro) |

### Championnats nationaux
- 2014
  - 3e de l'omnium
- 2016
  - 3e du scratch
  - 3e de la poursuite par équipes
  - 3e de la vitesse par équipes

## Palmarès sur route

### Par année
- 2017
  - 1re étape de la Semana Ciclista Valenciana (contre-la-montre par équipes)
  - Tour du Guangxi

### Classements mondiaux
| Année                                 | 2016 | 2017 | 2018 | 2019 | 2020 | 2021 |
| ------------------------------------- | ---- | ---- | ---- | ---- | ---- | ---- |
| Classement UCI                        | 180e | 71e  | 107e | 705e | 636e | 662e |
| UCI World Tour                        | 81e  | 70e  | 163e | 171e | nc   | nc   |
|                                       |      |      |      |      |      |      |
| Légende : nc = non classéSource : UCI |      |      |      |      |      |      |